# 彬比亚
彬比亚（發音：[pjɪ̀ɴbjá]，817年—876年），旧译頻耶
，又譯披因比亞。彬比亚是緬甸蒲甘王朝君主，於846年至876年統治緬甸，他因早年的采邑在頻耶而得名。彬比亚是前任國王开卢的弟弟。846年，开卢崩逝，彬比亚即位為王。849年，彬比亚建立蒲甘城並以此為王都，因此彬比亚被認為是蒲甘王朝的第一任國王。